# Komsomolsk del Amur
Komsomolsk del Amur (en ruso: Комсомольск-на-Амуре, tr.: Komsomolsk-na-Amure) es una ciudad en el krai de Jabárovsk de Rusia. Está situada en el margen izquierdo del río Amur, y 356 kilómetros al norte de Jabárovsk. Su población era de 272 445 personas en 2008.

## Historia
En chino, la ciudad es también conocida como 瓦伦. El territorio formaba parte de una región de la China Imperial, hasta que pasó a manos de la Rusia Imperial con la firma del Tratado de Aigun en 1858.
La ciudad fue fundada en 1932 y se convirtió, bajo la dirección del Komsomol en un importante centro industrial. A lo largo de las décadas, la ciudad se ha ido ampliando y especializando en diversos sectores como el metal, la ingeniería, el refinado de petróleo y la construcción naval. La constructora aeronáutica Sukhoi también es un importante empleador en la ciudad.

## Geografía
Komsomolsk y sus suburbios se extienden más de 30 kilómetros a lo largo de la orilla izquierda del río Amur. El río en este punto, posee un ancho de hasta 2,5 km. La distancia al océano Pacífico es de alrededor 300 kilómetros. La siguiente ciudad importante más cercana es Amursk, a 45 kilómetros al sur. 

### Mapas

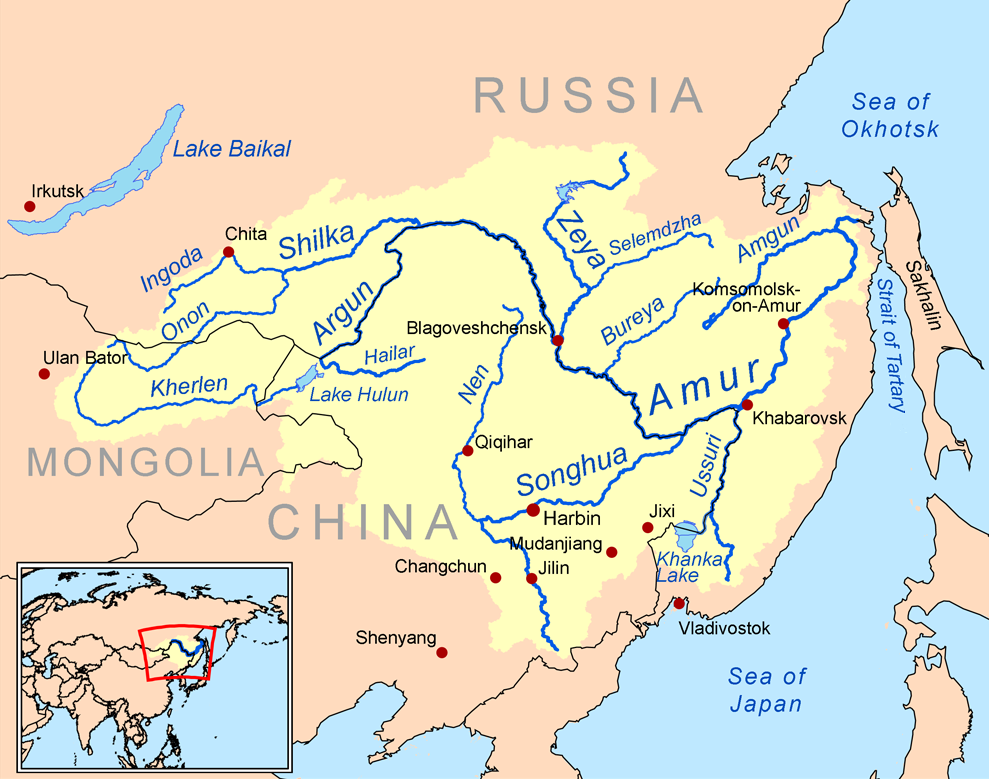
Komsomolsk del Amur en  un mapa del río Amur
Komsomolsk del Amur en el mapa de ferrocarriles de la región

## Clima
Las variaciones de temperatura en la zona de la ciudad pueden ser de hasta 45 °C en el transcurso del año, con un promedio diario de -25 °C en enero, en comparación con 20 °C en julio.
| Parámetros climáticos promedio de Komsomolsk del Amur | Parámetros climáticos promedio de Komsomolsk del Amur | Parámetros climáticos promedio de Komsomolsk del Amur | Parámetros climáticos promedio de Komsomolsk del Amur | Parámetros climáticos promedio de Komsomolsk del Amur | Parámetros climáticos promedio de Komsomolsk del Amur | Parámetros climáticos promedio de Komsomolsk del Amur | Parámetros climáticos promedio de Komsomolsk del Amur | Parámetros climáticos promedio de Komsomolsk del Amur | Parámetros climáticos promedio de Komsomolsk del Amur | Parámetros climáticos promedio de Komsomolsk del Amur | Parámetros climáticos promedio de Komsomolsk del Amur | Parámetros climáticos promedio de Komsomolsk del Amur | Parámetros climáticos promedio de Komsomolsk del Amur |
| Mes                                                   | Ene.                                                  | Feb.                                                  | Mar.                                                  | Abr.                                                  | May.                                                  | Jun.                                                  | Jul.                                                  | Ago.                                                  | Sep.                                                  | Oct.                                                  | Nov.                                                  | Dic.                                                  | Anual                                                 |
| ----------------------------------------------------- | ----------------------------------------------------- | ----------------------------------------------------- | ----------------------------------------------------- | ----------------------------------------------------- | ----------------------------------------------------- | ----------------------------------------------------- | ----------------------------------------------------- | ----------------------------------------------------- | ----------------------------------------------------- | ----------------------------------------------------- | ----------------------------------------------------- | ----------------------------------------------------- | ----------------------------------------------------- |
| Temp. máx. abs. (°C)                                  | 0.7                                                   | 0.0                                                   | 13.6                                                  | 23.9                                                  | 31.0                                                  | 33.2                                                  | 36.2                                                  | 38.0                                                  | 30.0                                                  | 20.5                                                  | 8.3                                                   | 1.0                                                   | 38.0                                                  |
| Temp. máx. media (°C)                                 | -19.6                                                 | -13.9                                                 | -4.0                                                  | 7.5                                                   | 16.1                                                  | 22.8                                                  | 25.1                                                  | 23.4                                                  | 17.1                                                  | 7.4                                                   | -6.4                                                  | -17.2                                                 | 4.6                                                   |
| Temp. media (°C)                                      | -24.7                                                 | -19.8                                                 | -9.5                                                  | 2.3                                                   | 10.4                                                  | 17.3                                                  | 20.3                                                  | 18.5                                                  | 11.9                                                  | 2.5                                                   | -10.5                                                 | -21.8                                                 | -0.6                                                  |
| Temp. mín. media (°C)                                 | -30.8                                                 | -27.2                                                 | -17.1                                                 | -3.4                                                  | 3.7                                                   | 10.8                                                  | 15.2                                                  | 13.5                                                  | 6.4                                                   | -2.9                                                  | -16.1                                                 | -27.4                                                 | -6.6                                                  |
| Temp. mín. abs. (°C)                                  | -47.0                                                 | -42.0                                                 | -33.9                                                 | -20.8                                                 | -7.5                                                  | -2.2                                                  | 0.0                                                   | -8.9                                                  | -6.0                                                  | -22.0                                                 | -34.0                                                 | -42.0                                                 | -47.0                                                 |
| Precipitación total (mm)                              | 30                                                    | 19                                                    | 30                                                    | 43                                                    | 63                                                    | 65                                                    | 95                                                    | 110                                                   | 74                                                    | 62                                                    | 49                                                    | 32                                                    | 672                                                   |
| Días de precipitaciones (≥ 1 mm)                      | 14                                                    | 12                                                    | 13                                                    | 15                                                    | 15                                                    | 13                                                    | 15                                                    | 14                                                    | 14                                                    | 13                                                    | 16                                                    | 15                                                    | 169                                                   |
| Días de lluvias (≥ 1 mm)                              | 0                                                     | 0                                                     | 1                                                     | 7                                                     | 14                                                    | 13                                                    | 15                                                    | 14                                                    | 14                                                    | 8                                                     | 1                                                     | 0                                                     | 87                                                    |
| Días de nevadas (≥ 1 mm)                              | 14                                                    | 12                                                    | 13                                                    | 11                                                    | 3                                                     | 0                                                     | 0                                                     | 0                                                     | 0                                                     | 8                                                     | 15                                                    | 15                                                    | 91                                                    |
| Fuente n.º 1: climatebase.ru                          |                                                       |                                                       |                                                       |                                                       |                                                       |                                                       |                                                       |                                                       |                                                       |                                                       |                                                       |                                                       |                                                       |
| Fuente n.º 2: Weatherbase                             |                                                       |                                                       |                                                       |                                                       |                                                       |                                                       |                                                       |                                                       |                                                       |                                                       |                                                       |                                                       |                                                       |

## Población
Contaba con una población de 272 445 habitantes según el censo del 2008.
| 70 800 | 177 000 | 218 000 | 263 900 | 315 325 | 281 035 | 272 445 |

## Ciudades hermanadas
- Jiamusi
- Kamo